# جان یتس

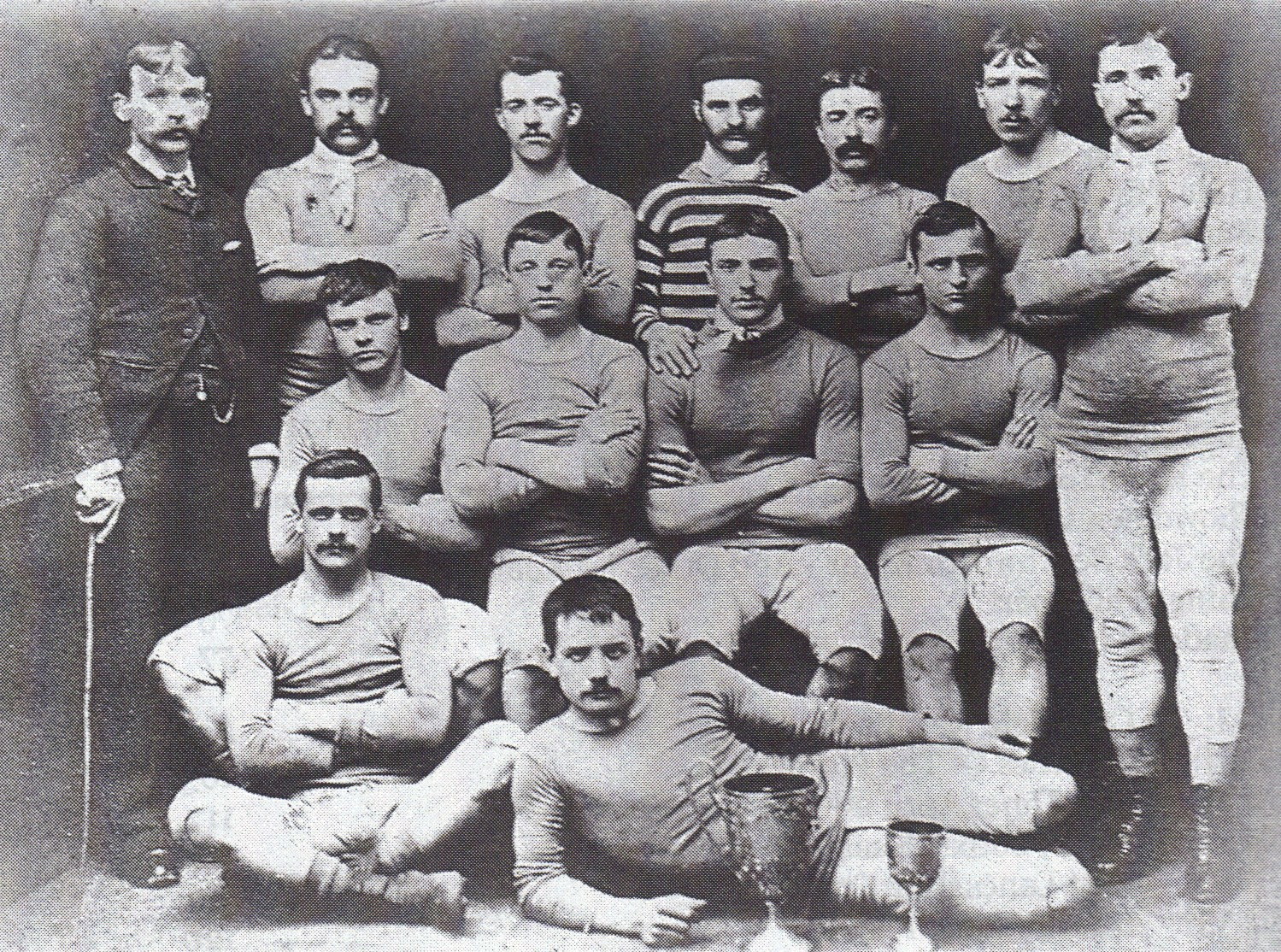
عکس دست جمعی بازیکنان برنلی در سال ۱۹۱۹ جان ییتس در سمت راست قرار دارد. (SHAYAN)

جان ییتس (به انگلیسی: John Yates) بازیکن فوتبال زادهٔ ۱۸۶۱ اهل انگلستان بود که سابقهٔ بازی در تیم ملی فوتبال انگلستان را در کارنامهٔ خود دارد. وی در تاریخ ۲ مارس ۱۸۸۹ تنها بازی ملی خود را در مقابل تیم ملی فوتبال ایرلند انجام داد.
این بازیکن توانسته در این بازی ملی، ۳ گل به ثمر برساند.